# Теракт в Стамбуле (октябрь 2016)
Тера́кт в Стамбу́ле — террористический акт, совершённый 6 октября 2016 года в боро Йенибосна района Бахчелиэвлер города Стамбул одноимённого ила Турецкой Республики.
В 15 часов 50 минут по местному времени, взрывное устройство, прикреплённое к мотоциклу (автомобиль-бомба) взорвалось близ Стамбульского аэропорта имени Ататюрка и автодороги O-1; в районе проживания боснийцев.
Целью атаки был полицейский участок, однако бомба взорвалась до того, как приблизилась к нему, и ранила 10 человек, один из которых находился в критическом состоянии.
Нападение было совершено Рабочей партией Курдистана. Нападавший Фелек Гюн, а также Экрем Гюн, Сердар Гюн и двое других сообщников, были задержаны на следующий день после нападения в иле Аксарай. Фелек Гюн ещё до нападения был объявлен террористом в Республике Ирак и Сирийской Арабской Республике, так как участвовал в столкновениях в Ширнаке в 2015—2016 годах, в частности, в вторжении в город Джизре.
По мнению экспертов, если бы взрыв случился на 10—20 минут позже, то число погибших и раненых было бы куда больше, так как именно в это время в двух близлежащих школах заканчиваются занятия.